# Meilhan (Landes)
Meilhan település Franciaországban, Landes megyében. Lakosainak száma 1206 fő (2022. január 1.). Meilhan Campagne, Carcarès-Sainte-Croix, Le Leuy, Saint-Martin-d’Oney, Saint-Yaguen, Souprosse és Tartas községekkel határos.

## Népesség
A település népességének változása:
| Lakosok száma | 951  | 859  | 872  | 1045 | 1124 | 1142 | 1140 | 1147 | 1158 | 1206 |
|               | 1968 | 1982 | 1990 | 2006 | 2013 | 2015 | 2017 | 2019 | 2020 | 2022 |